# Любица Станковска
Любица Станковска (на македонска литературна норма: Љубица Станковска) е видна лингвистка от Северна Македония.

## Биография
Станковска е родена в Тетово на 10 февруари 1943 година. В 1974 година защитава магистратура на тема „Застапеноста на суфиксот -ец (-овец/-евец) во македонската топонимија“, в 1985 година - докторат на тема „Македонскиот топонимиски систем до XVI век“. Продължава образованието си в Чехословкия (1968), Съветския съюз (1970) и Полша (1979). Основен научен интерес за Станковска е македонската ономастика. Работи като научен съветник в Института за македонски език „Кръсте Мисирков“ и след това в Института за старославянска култура в Прилеп.
В 2003 година получава наградата „Гоце Делчев“ за особено значими успехи от интерес за Република Македония в областта на науката за труда „Суфиксите -јь, -ьјь, -ь во македонската топонимија“.

## Трудове
- Речник на личните имиња кај Македонците, Скопје, 1992;
- Македонска ојконимија, книга прва, Скопје, 1995;
- Македонска ојконимија, книга втора, Скопје, 1997;
- Топонимите со суфиксот -ица во Македонија, Скопје-Прилеп 2001;
- Суфиксите -јь, – ьјь, -ь во македонската топонимија, Прилеп, 2002;
- Имињата на населените места во Кумановско, Прилеп, 2003.